# Радио Алла
Радио Алла — российская радиостанция, открытая 20 июля 2007 компанией Проф-Медиа совместно с Аллой Пугачёвой. Радио Алла позиционировалось как первая российская радиостанция, ориентированная на женскую аудиторию 35-40 лет.

## История
В 2004 году ВКПМ на конкурсе получила московскую радиочастоту 98,8 FM под трансляцию современной российской музыки. С декабря 2005-го до июля 2007 года ВКПМ развивала на 98,8 FM формат «Русские песни», который конкурировал за мужскую аудиторию с «Радио Шансон», «Русское радио» и «Наше радио», ориентированный на бардовскую песню. Радио по формату напоминало «Радио АЛА», передававшее бардовские песни на коротких волнах в начале 1990-х, а названо было по инициалам своего основателя Александра Леоновича Астаркина. «Русские песни» не смогли добиться успеха, к апрелю--июню 2007 года Радио Шансон, Русское Радио и Наше Радио имели 1,2 млн, 1,09 млн и 465,1 тыс. человек против 299,5 тыс. человек. Было решено изменить концепцию, благо аудиторная ниша женщин старше 30 лет в тот момент на радио была практически не занята.
После закрытия «Русских песен» Пугачева предоставила право на использование своего имени для нового формата ВКПМ и стала худруком станции и ведущей ряда программ. Она также помогла развитию региональной сети радио «Алла»: в марте 2008 года она лично явилась на заседание комиссии Федеральную конкурсную. комиссию, проводившей конкурс на пул из 15 радиочастот в регионах страны рыночной стоимостью примерно $15 млн. Частоты отдавались под концепцию «традиции российской музыкальной культуры», и в конкурсе кроме «Радио Алла» участвовали ФГУП «Фирма „Мелодия“», наследник Всесоюзной студии грамзаписи со своим богатым архивом, и московский концерн «Радио-Центр» («Радио Спорт» и «Говорит Москва»), который предлагал запустить станцию под руководством экспертного совета мастеров культуры.".
«Радио Алла» удавалось войти в топ-20 наиболее популярных московских радиостанций, но она всегда была наименее популярной из четырёх станций ВКПМ. За октябрь—декабрь 2010 года радио «Алла» было 25-й станцией по размеру среднесуточной аудитории в Москве — 367,3 тыс. человек старше 12 лет (3,9 %), по России среднесуточная аудитория радиостанции в июле—сентябре 2010 года составляла 1,5 млн человек старше 12 лет (2,6 %). Это совпало с кризисом в радиоиндустрии: по данным Ассоциации коммуникационных агентств России в 2007 году, когда начинался проект «Радио Алла», объём рынка рекламы на радио достиг рекордных 14,9 млрд руб. с учётом НДС, но за два года рынок просел на 40 %.
В ноябре 2010 года Алла Пугачёва покинула должность художественного руководителя радио «Алла». После этого ВКПМ сообщило о намерении отказаться от использования имени и образа Аллы Пугачевой в оформлении и продвижении радиостанции.
В 2015 году купившее ВПКМ Газпром-Медиа решило передать региональные частоты Радио Алла своему Comedy Radio, которой не удавалось получать частоты в ФКК. К этому моменту Romantika в апреле--сентябре занимала 18-е место среди федеральных радиостанций со среднесуточной аудиторией 813 тыс. россиян старше 12 лет, в Москве за август--октябрь - 29-е место со среднесуточной аудиторией 282 тыс. человек. Comedy Radio занимало в столице 11-е место с 593 тыс. слушателей.

## Формат
Каждый час в эфире (3-я минута часа) выходили песни в исполнении Аллы Пугачёвой.
Изначально основу музыкального формата составляли русскоязычные песни 90-х и 2000-х, а с марта 2010 года исполнялись также «золотые» песни зарубежных исполнителей.
На основе эфиров с примадонной планируется снять телевизионный цикл и предлагать его телеканалам.
15 апреля 2009 года в честь 60-летия Аллы Пугачёвой Радио Алла было презентовано на территории Украины. Вещание производилось в Киеве (99,4 FM) и ещё в 14 городах и 1 селе (Перелески Полтавской области) на месте «бывшего» Radio One. В начале 2010 «Радио Алла» начало вещание в Молдове.
Ежедневная аудитория превышала 500 тыс. человек..

## Программы и рубрики
- Привет-Привет — выполнение музыкальных заявок, каждый день, с 11 до 12 мск.
- В Гостях у Аллы — ток-шоу, где Алла Пугачёва берёт интервью у гостя студии.
- Алла ищет таланты — конкурс эстрадной песни для поддержки молодых артистов.
- За кулисами — интересные факты из жизни российского шоу-бизнеса.
- За кулисами. Видеоверсия — все что происходит за кулисами шоу-бизнеса. Видеоверсия была доступна на сайте Радио Алла, позже программа планировалась к показу в эфире канала «Алла ТВ».
- По секрету всему свету — авторская программа Бориса Моисеева, в которой ведущий раскрывает тайны звёзд.
- Золотая коллекция — программа расскажет радиослушателям всю правду об истории создания нестареющих хитов, которые поет вся страна.
- Театральный журнал — это еженедельная программа о премьерных спектаклях Московских театров, гастрольных проектах, театральных премиях и фестивалях.
- Алло, Алла — Алла Пугачева принимает звонки от слушателей, которые задают ей интересующие их вопросы.

## Фирменный стиль
С 20 июля 2007 по 1 сентября 2009 логотип радиостанции был выполнен в виде красно-золотого сердца, где было указано название «Радио Алла» золотыми буквами, при этом частота, на которой вещала станция указывалась под логотипом. Слоган радиостанции: «Радио, которое поет!». Стиль сайта «Радио Алла» был выполнен в соответствии с красно-золотой гаммой.
1 сентября 2009 на «Радио Алла» стартовала рекламная кампания «Все звезды на Радио Алла». В связи с этим был изменён фирменный стиль и логотип радиостанции. Теперь это не красно-золотое сердце, а розово-черная графика.
Логотип имел два варианта исполнения: в первом использовался изящно-розовый фон, на котором черными буквами указаны были название станции и её частота, во втором — по чёрному фону название и частота написаны изящно-розовым.
При изготовлении логотипа были учтены пожелания художественного руководителя радиостанции Аллы Пугачевой. Логотип неоднократно использовался на сувенирной продукции и в рекламных кампаниях. Дизайн сайта также был изменён. Розово-черная гамма была использована на всех страницах издания, в шапке которого было написано: «Все звезды на Радио Алла». На этом не заканчивается история изменений стиля сайта: в марте 2010 года к Международному женскому дню руководство радиостанции приятно порадовало слушателей «Радио Алла», изменив плотно-розовый фон в нежно перетекающий из темно-розового в светло-розовый цвет. Серебристая огранка логотипа заменила золотую, а также звездочки вокруг него исчезли. Нельзя не обратить внимание на слоган: «Все звезды на Радио Алла» больше не актуален. Радиостанция вернулась к своим истокам: «Радио, которое поет!».
27 сентября 2010 на смену изящно-розовому пришел темно-фиолетовый стиль сайта «Радио Алла». Сохранив все ключевые элементы фирменного стиля, сайт «Радио Алла» стал ещё более динамичным и современным. В оформлении использована новая цветовая гамма, появились оригинальные элементы управления.
Этот стиль «продержался» вплоть до официального прекращения вещания радиостанции на территории России 25 января 2011, когда на московской частоте 98,8 FM запущена новая станция радио Romantika. В плане аудитории радио Romantika — плавный переход от формата радио «Алла» к более молодой аудитории в возрасте 25-35 лет с соотношением мужской и женской аудиторий 60 % и 40 %.
Вещание продолжилось на радио 101 и в других сетях в режиме онлайн, в эфире звучат только песни Аллы Пугачевой.

## Ведущие
Ведущие эфира:
- Михаил Павлов (будни, 7:00-11:00)
- Станислав Данилин (будни, 11:00-15:00)
- Юлия Новожилова (будни, 15:00-19:00)
- Сергей Романов (будни, 19:00-23:00)
- Ольга Шатрова (выходные, 9:00-15:00)
- Андрей Невский (выходные, 15:00-21:00).

Ведущие новостей:
- Оксана Козырева (будни, 8:00 — 15:00)
- Анна Селезнёва (будни, 15:00 — 21:00).

## Уход Пугачёвой
9 ноября 2010 года было объявлено, что Алла Пугачёва покинет пост музыкального директора «Радио Алла», и ВКПМ вскоре изменит название радиостанции на «Romantika» и внесёт изменения в формат вещания, продолжая ориентироваться на уже проверенную аудиторию — женщин старше 30 лет. Информацию о прекращений сотрудничества ВКПМ с Аллой Пугачевой официально подтвердил Юрий Костин.
Радиостанция завершила вещание 24 января 2011 года. Вместо неё начало вещание «Romantika». На Украине радиостанция окончила вещание 1 февраля 2012 года в 0-18 на песне Слава — Люди любят. Вместо неё началось вещание новой украинской радиосети Радио NEXT.
Однако, летом 2020 года возобновилось вещание радио Алла в Молдавии, в городе Кишинёв, на частоте 96.7 FM. Фактически, станция вернулась на прежнюю частоту, которую занимала до 29.05.2018 года. 
Вещание «Радио Алла» в Молдавии, в городе Кишинёв, на частоте 96.7 FM было прекращено в апреле 2023 года.

## Алла ТВ
В 2010 году появились слухи о создании телеканала на базе радио «Алла», однако сотрудники Проф-Медиа заявили, что информация о запуске Алла-ТВ является ложной.